# Reichenberg-Gablonz-Tannwalder Eisenbahn

Streckennetz der RGTE

Die Reichenberg-Gablonz-Tannwalder Eisenbahn (R.G.T.E.), bis 1893: Localbahn Reichenberg–Gablonz, war ein Eisenbahnunternehmen in Österreich und dessen Nachfolgestaat Tschechoslowakei, dessen Strecken im heutigen Tschechien lagen. Die Hauptstrecke der Gesellschaft führte in Nordböhmen von Reichenberg über Gablonz und Tannwald bis zur Reichsgrenze bei Grünthal. Am 1. Januar 1930 wurde die Gesellschaft verstaatlicht und in die Tschechoslowakischen Staatsbahnen (ČSD) eingegliedert.

## Geschichte
Am 3. Juli 1886 wurde der Firma Lindheim & Comp. „das Recht zum Baue und Betriebe einer als normalspurige Localbahn auszuführenden Locomotiveisenbahn von der Station Reichenberg der privilegirten Südnorddeutschen Verbindungsbahn über Maffersdorf nach Gablonz an der Neisse“ erteilt. Teil der Konzession war die Verpflichtung, den Bau der Strecke sofort zu beginnen und binnen einem und einem halben Jahre fertigzustellen. Die Konzessionsdauer war auf 90 Jahre festgesetzt. Der Firma Lindheim & Comp. war mit der Konzession zugleich das Recht eingeräumt worden, die Strecke bis Tannwald fortzusetzen. Falls jedoch eine Verzinsung des Anlagekapitals in Höhe von sechs Prozent pro Jahr für die Fortsetzungsstrecke durch Frachtverträge und nicht rückzahlbare Bauzuschüsse garantiert sein würde, war der Konzessionär zum Bau der Strecke nach Tannwald unverzüglich verpflichtet.
Die Strecke von Reichenberg nach Gablonz wurde am 26. November 1888 eröffnet. Die Betriebsführung für Rechnung der Eigentümer übernahm die k.k. priv. Süd-Norddeutsche Verbindungsbahn (SNDVB).

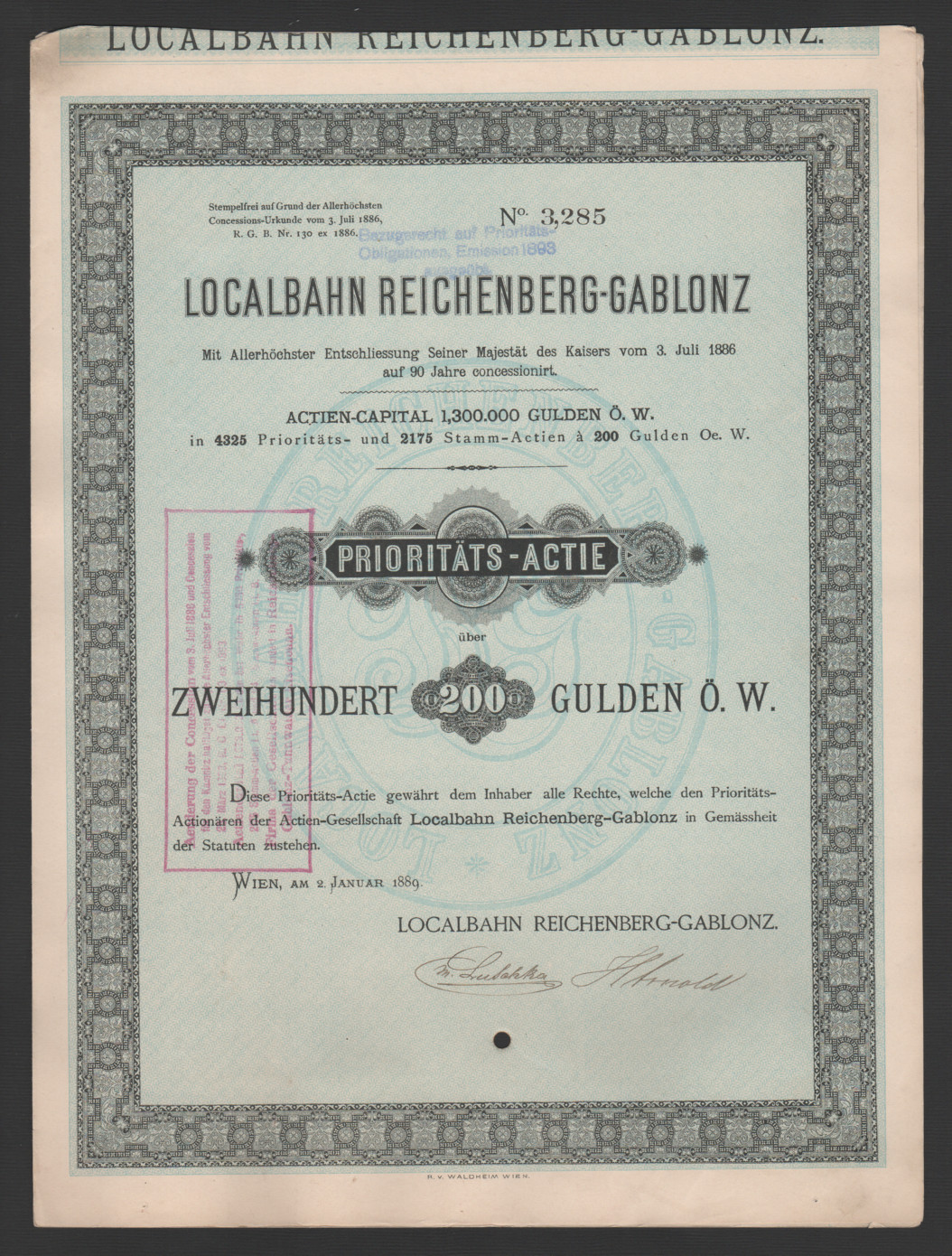
Prioritätsaktie über 200 Gulden ö. W. der Localbahn Reichenberg-Gablonz vom 2. Januar 1889

Die Actien-Gesellschaft Localbahn Reichenberg–Gablonz wurde 1888 mit einem Aktienkapital von 1.300.000 Gulden ö. W. gegründet. Der Sitz der Gesellschaft war in Wien, Walfischgasse 8.
Am 15. März 1893 erhielt die Localbahn Reichenberg–Gablonz die Konzessionserweiterung für die Zweigbahn von Morchenstern nach Josefsthal („Kamnitztalflügel“). Die Localbahn Reichenberg–Gablonz firmierte aufgrund des erweiterten Verkehrsgebietes fortan als Reichenberg-Gablonz-Tannwalder Eisenbahn. Die Strecke Gablonz–Wiesenthal wurde am 12. Juli 1894, die restliche Strecke bis Tannwald sowie die Zweigbahn nach Josefsthal am 10. Oktober 1894 eröffnet.
Als letzte Erweiterung konzipierte die RGTE noch die Verlängerung ihrer Hauptlinie bis zur Landesgrenze, um einen Anschluss an die Preußischen Staatsbahnen zu erhalten. Österreich und das Deutsche Reich schlossen am 5. November 1898 einen Staatsvertrag, der eine grenzüberschreitende Eisenbahnverbindung mit gemeinsamen Grenzbahnhof bei Ober-Polaun (Grünthal) vorsah. Die RGTE erhielt die Konzession am 15. Dezember 1899.
Die Strecke von Tannwald bis an die Reichsgrenze in Grünthal wurde gleichzeitig mit der preußischen Anschlussstrecke am 1. Juli 1902 in Betrieb genommen. Die Betriebsführung für das gesamte Streckennetz der RGTE ging gleichzeitig an die k.k. Staatsbahnen (kkStB) über. Dieser Abschnitt wurde für seine 6,652 km lange Zahnradstrecke bekannt.

## Strecken
Das Streckennetz der RGTE hatte eine Länge von 40,952 Kilometer und gliederte sich in zwei selbständige Strecken:
- Reichenberg–Gablonz–Tannwald-Schumburg–Grünthal
- Morchenstern–Josefsthal-Maxdorf

Dazu kamen 14 Schleppbahnen mit einer Gesamtlänge von 5,343 km zu verschiedenen Industriebetrieben.

## Fahrbetriebsmittel

### Lokomotiven
Als Erstausstattung erwarb die Lokalbahngesellschaft zwei vierfach gekuppelte Tenderlokomotiven von der Wiener Neustädter Lokomotivfabrik und zwei dreifachgekuppelte Tenderlokomotiven von Krauss in Linz. Die vierfachgekuppelten Lokomotiven waren mit nur 36 Tonnen Dienstmasse die leichtesten österreichischen Lokomotiven dieser Bauart. Mit der Streckenerweiterungen nach Tannwald und Josefsthal-Maxdorf wurden nochmals dreifachgekuppelte Maschinen von Krauss in Linz beschafft. Es handelte sich um eine vergleichsweise schwere kräftige Type, die sich bereits auf der Lokalbahn Großpriesen–Wernstadt–Auscha unter ähnlichen Einsatzbedingungen bewährt hatte. Auf der Zahnradbahnstrecke nach Grünthal setzte die RGTE vierfachgekuppelte Zahnradlokomotiven ein, die 1901 von der Lokomotivfabrik Floridsdorf geliefert wurden.
Die Lokomotiven trugen fast ausschließlich die Namen der Orte des Verkehrsgebietes. Als einzige der RGTE-Lokomotiven blieb die frühere 23G IGNAZ GINZKEY als Exponat des Technischen Nationalmuseums Prag museal erhalten. Im letzten Einsatzzustand als ČSD 404.003 ist sie heute im Eisenbahnmuseum Jaroměř als Leihgabe hinterstellt.
| Lokomotiven der Reichenberg-Gablonz-Tannwalder Eisenbahn | Lokomotiven der Reichenberg-Gablonz-Tannwalder Eisenbahn | Lokomotiven der Reichenberg-Gablonz-Tannwalder Eisenbahn | Lokomotiven der Reichenberg-Gablonz-Tannwalder Eisenbahn | Lokomotiven der Reichenberg-Gablonz-Tannwalder Eisenbahn | Lokomotiven der Reichenberg-Gablonz-Tannwalder Eisenbahn | Lokomotiven der Reichenberg-Gablonz-Tannwalder Eisenbahn | Lokomotiven der Reichenberg-Gablonz-Tannwalder Eisenbahn | Lokomotiven der Reichenberg-Gablonz-Tannwalder Eisenbahn | Lokomotiven der Reichenberg-Gablonz-Tannwalder Eisenbahn | Lokomotiven der Reichenberg-Gablonz-Tannwalder Eisenbahn |
| RGTE-Nr.                                                 | Bild                                                     | Anzahl                                                   | Hersteller                                               | Baujahr                                                  | Achsformel                                               | kkStB-Nr.                                                | ČSD-Nr.                                                  | DRB-Nr.                                                  | Anmerkung                                                |                                                          |
| -------------------------------------------------------- | -------------------------------------------------------- | -------------------------------------------------------- | -------------------------------------------------------- | -------------------------------------------------------- | -------------------------------------------------------- | -------------------------------------------------------- | -------------------------------------------------------- | -------------------------------------------------------- | -------------------------------------------------------- | -------------------------------------------------------- |
| 1G–2G                                                    |                                                          | 2                                                        | Wiener Neustadt                                          | 1888                                                     | D n2t                                                    | 78.10–11                                                 | 400.001–002                                              | –                                                        |                                                          |                                                          |
| 5G–6G                                                    |                                                          | 2                                                        | Krauss/Linz                                              | 1888                                                     | Ct n2                                                    | 293.20–21                                                | 300.201–202                                              | –                                                        |                                                          |                                                          |
| 11G–15G                                                  |                                                          | 5                                                        | Krauss/Linz                                              | 1894, 1904, 1909                                         | Cn2t                                                     | 162.24–30                                                | 313.424–430                                              | 98.1216–1222                                             |                                                          |                                                          |
| 21G–23G                                                  |                                                          | 3                                                        | Floridsdorf                                              | 1901                                                     | D1zz-n4t                                                 | 169.50–52                                                | 404.001–003                                              | 97 601–603                                               | Zahnradlokomotive                                        |                                                          |

### Wagen
Am 1. Jänner 1895 besaß die RGTE sieben Personenwagen der 2. Klasse, vier kombinierte der 2. und 3. Klasse und 26 Stück, die nur die 3. Klasse führten. Es handelte sich dabei ausschließlich um zweiachsige Fahrzeuge mit offenen Plattformen. Sie waren von Anfang an mit einer Saugluftbremse ausgerüstet. Die Wagen blieben auch nach der Verstaatlichung 1930 in ihrem Einsatzgebiet und wurden erst nach dem Zweiten Weltkrieg von den ČSD ausgemustert.